# 黃善愛
黃善愛（韓語：황선애，1962年4月18日—），韓國前女子羽毛球運動員。
黃善愛主攻單打，身材矮而結實，彈性佳、力量大，曾經在1981年全英公開賽女子單打決賽中，以11-1、11-2的絕對優勢擊敗衛冕的丹麥「羽球女皇」麗娜·科彭勇奪冠軍，轟動世界羽壇，被譽為「東方的新星」。而在此之前，她已在同年度贏得日本公開賽與瑞典公開賽。3個月後，黃善愛在第一届世界運動會女子單打決賽中敗給中國的張愛玲，僅獲亞軍。
黃善愛也是1981年中華台北羽球公開賽女子單打的冠軍得主。